# Stadtpfarrkirche Bruck an der Mur

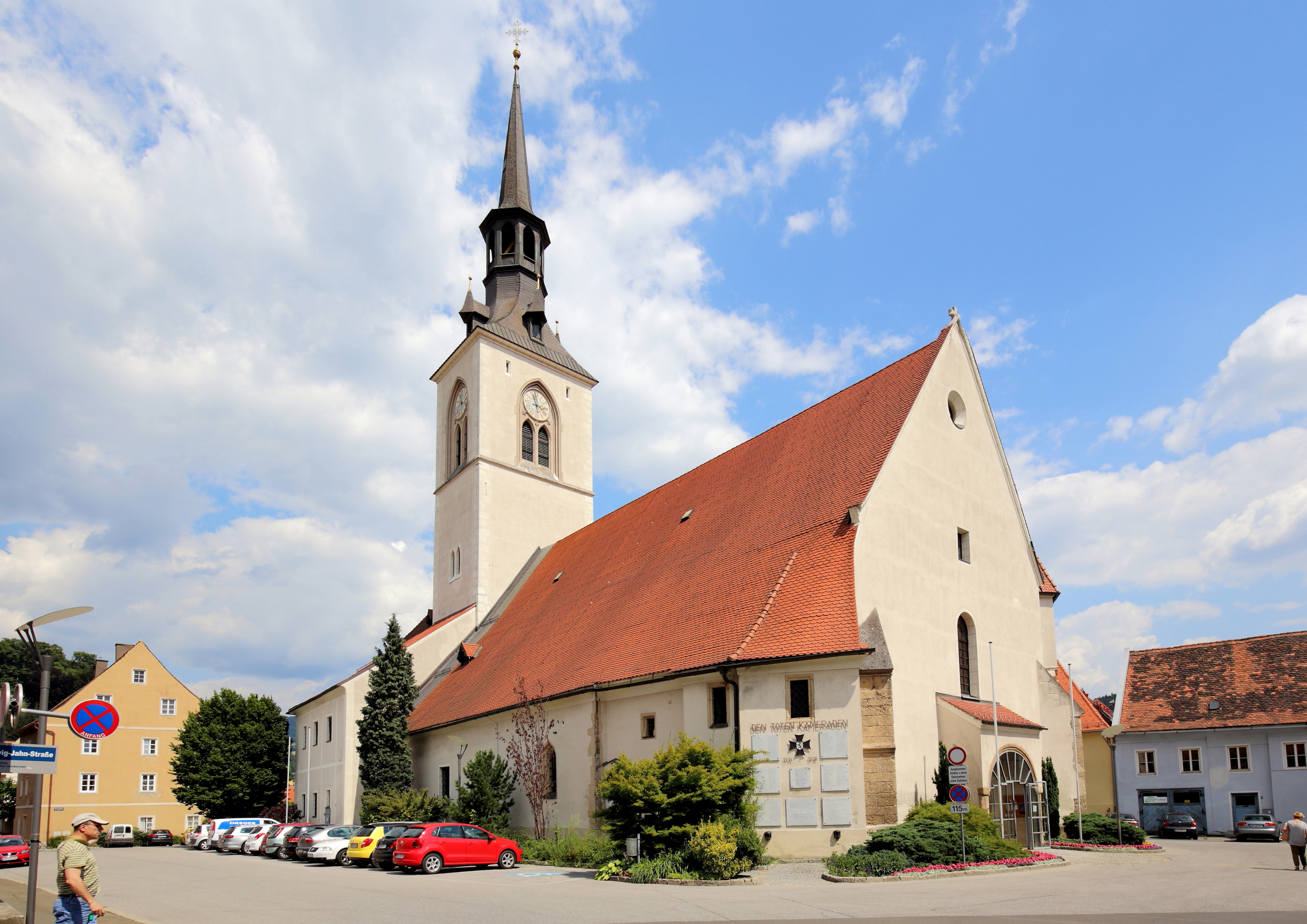
Stadtpfarrkirche Mariä Geburt

Die römisch-katholische Propstei- und Stadtpfarrkirche Bruck an der Mur steht in der Stadtgemeinde Bruck an der Mur in der Steiermark. Die Pfarrkirche Mariä Geburt gehört zum Dekanat Bruck an der Mur in der Diözese Graz-Seckau. Die Kirche und der ehemalige Friedhofsbereich stehen unter Denkmalschutz.

## Architektur
Die Stadtpfarrkirche steht erhöht am Nordrand der Altstadt. Sie besteht aus einem ehemals romanischen Langhaus, das bei einem spätgotischen Umbau verändert wurde, hat einen gotischen Chor und einen Chorturm. 
Der erste Kirchenbau entstand im Zuge der Neuanlage der Stadt um 1272. Die Chorweihe war 1336, und 1498 wurde die Kirche zur Pfarrkirche erhoben. 
Der Stadtpfarrer von Bruck war bis zur Diözesanregulierung unter Kaiser Josef II. Archidiakon, also Bischofsvikar des Salzburger Erzbischofs für das Mur- und Mürztal („Obere Mark“). Seit 1795 trägt der jeweilige Stadtpfarrer von Bruck den Titel Propst.

## Äußerer Kirchenbau
Das Langhaus mit einem Mauerwerk aus dem 13. Jahrhundert ist nach Norden seitenschiffartig mit einem Kapellenanbau erweitert, beides unter einem gemeinsamen Satteldach. Nach Süden wurde das Langhaus in der 2. Hälfte des 15. Jahrhunderts mit ungestuften Strebepfeilern mit Wasserschlag und Sockeln, im Westen mit übereck gestellten Strebepfeilern gesichert. An der Südwestecke ist ein spätgotischer, polygonaler Treppenturm mit einem Schulterbogenportal mit Rundstab und Kehlung im Steingewände. Die drei Turmgeschoße werden durch gekehlte Gesimse gegliedert. In der Barockzeit erhielt das Langhaus rechteckige Fenster mit Gittern. Nordseitig sind zwei Spitzbogen- und Rechteckfenster in spätgotischem Steingewände. Vor der schlichten Westfassade steht eine offene Vorhalle mit einem spätgotischen Netzrippengewölbe. Der hohe, eingezogene Chor aus dem 1. Drittel des 14. Jahrhunderts hat dreifach gestufte Strebepfeiler mit Wasserschlag. Die Chorfenster mit Maßwerkresten sind teilweise vermauert. Das ostseitige, vermauerte Fenster hat ein dreibahniges Maßwerk. Nördlich am Chor und Chorturm steht die zweigeschoßige Sakristei aus der 2. Hälfte des 17. Jahrhunderts.
Der Chorturm aus mächtigem Steinmauerwerk steht querrechteckig über dem ersten Chorjoch. Er hat seitlich spitzbogige Zwillingsfenster. Das Glockengeschoß ist mit einem Gesimse abgesetzt und hat gekoppelte Schallfenster. Das Turmdach mit Achtecklaterne und Spitzhelm wurde 1890 nach dem Plan von Robert Mikovics aufgesetzt. Das Erdgeschoß war nach Süden durch ein heute vermauertes, frühgotisches Spitzbogenportal mit einem Steingewände mit Birnstabprofil aus dem Anfang des 14. Jahrhunderts geöffnet.

## Innenraum
Langhaus und Chor
Das vierjochige Langhaus hat ein Netzrippengewölbe aus der 2. Hälfte des 15. Jahrhunderts. Die Rippen der gekehlten Wandpfeiler laufen über vorgelegte Runddienste an und in runde Schlusssteine aus. Die Wandpfeiler stehen auf hohen Sockeln. Im Westjoch steht eine dreiachsige, zweijochige, spätgotische Empore über einem Kreuzrippengewölbe auf Sechseckpfeilern mit runden, skulptierten Schlusssteinen: Christuskopf, Rosetten, Bindenschild und Stadtwappen. 
Die Verbindung vom Langhaus zum Chor bildet ein eingezogener, im Bogenverlauf gekehlter, spitzbogiger Triumphbogen. Der zweijochige Chor mit Fünfachtelschluss ist gegenüber dem Langhaus wesentlich höher. Er hat ein Kreuzrippengewölbe mit skulptierten Schlusssteinen: das Lamm Gottes und Rosetten. Birnstabrippen laufen von den Diensten an, die in Sohlbankhöhe auf Zackenkonsolen ruhen. Im Norden des Chores ist ein spitzbogiges, gekehltes Sakristeiportal mit einem bemerkenswerten, spätgotischen Türflügel um 1500 mit filigranen, ornamentalen Schmiedeeisenbeschlägen. In den von den Eisenbändern gebildeten Rautenfeldern sind geschnittene und getriebene Ranken- und Maßwerkfüllungen über ehemals farbigem Leder eingebunden. Die Glasmalerei im Chor mit Jugendstilornamentik und der Darstellung adorierender Engel schufen 1914 Ludwig von Kurz zum Thurn und Goldenstein (Entwurf) und Ferdinand Koller (Ausführung).
Seitenkapelle und Sakristei
Die sechsjochige Seitenkapelle ist ein schmaler, langgestreckter Raum an der Nordseite des Langhauses. Sie ihat ein Kreuzgratgewölbe, vermutlich ursprünglich mit Rippen. Das Portal im Westen der Kapelle hat einen geraden, reliefierten Sturz auf Kragsteinen mit einem Gewände mit einem Rundstabprofil. Im Sturz sind drei Wappenschilde mit Meisterzeichen und Hauszeichen, Rosetten und Greifenklaue, datiert 1464. Im Nebenraum des Westportals ist eine Laubwerkkonsole mit Wappenschild und drei Rosetten. Die Wandmalerei Anbetung der Könige im ersten Joch der Seitenkapelle wurde vom 16. bis ins 18. Jahrhundert mehrfach übermalt. Die dreijochige Sakristei mit achtteiligen Gratgewölben ist aus der 2. Hälfte des 17. Jahrhunderts.

## Ausstattung
Langhaus und Chor

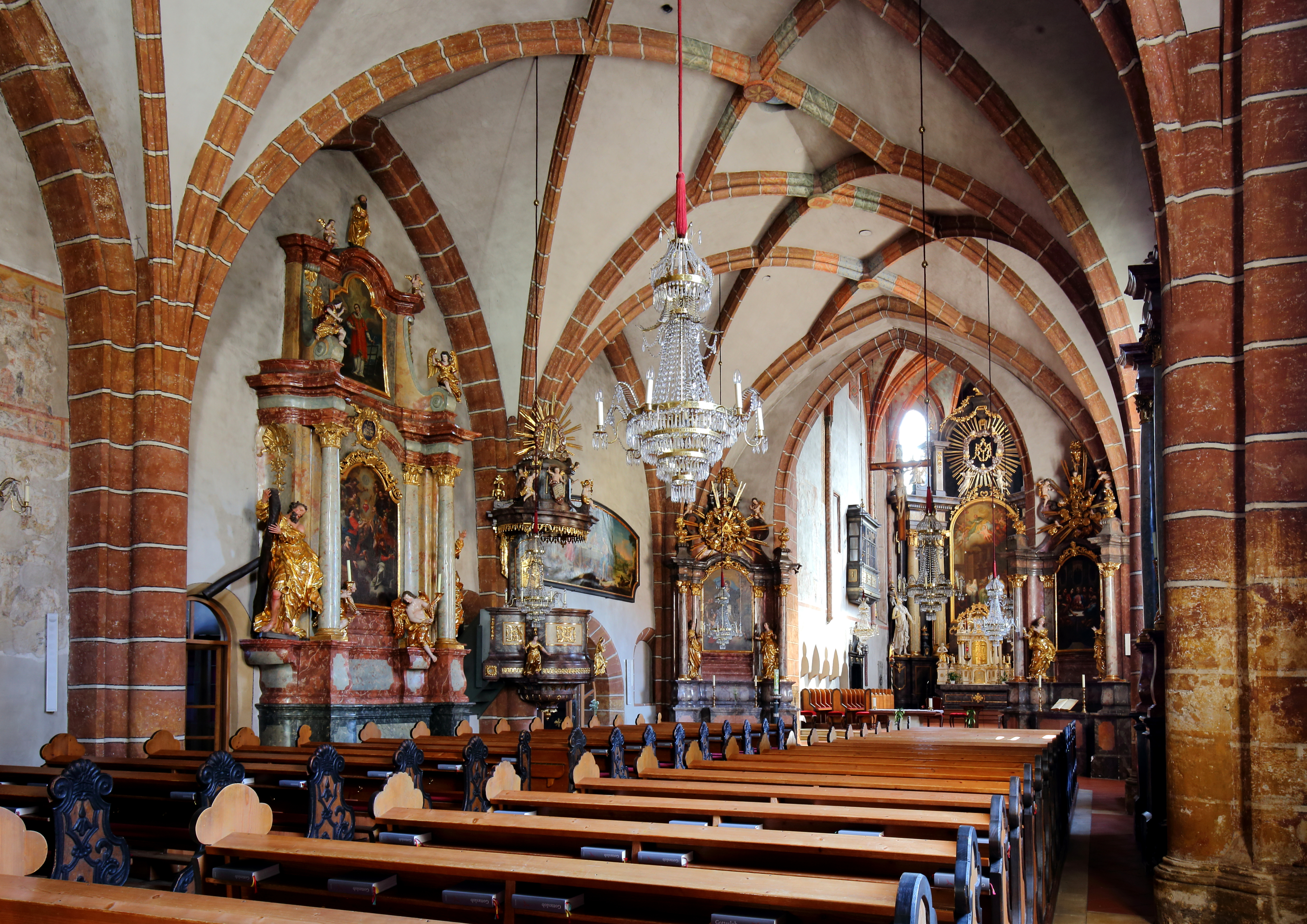
Innenansicht

Der klassizistische Hochaltar mit einem Altarblatt Mariä Geburt von Matthias Schiffer (1807) aus dem beginnenden 19. Jahrhundert ist in den Chorschluss eingebaut. Die seitlichen Figuren sind die Heiligen Johannes der Täufer und Joseph. Der Tabernakel ist aus dem Anfang des 19. Jahrhunderts, die zwei Seitenaltäre aus dem 3. Viertel des 18. Jahrhunderts. Der linke Seitenaltar zeigt das Altarblatt Maria Immaculata von Philipp Carl Laubmann aus 1731 und die Statuen der Heiligen Agnes und Apollonia. Der rechte Seitenaltar zeigt das Letzte Abendmahl von Laubmann aus 1751 mit den Statuen der Heiligen Barbara und Katharina. Es gibt zwei Wandaltäre aus 1755. Der linke Wandaltar zeigt das Altarblatt Schmerzhaftes Herz Mariä von Laubmann 1750, im Oberbild den Heiligen Laurentius und die Statuen der Heiligen Andreas und Matthäus, im Auszug zwei Engelfiguren aus dem 17. Jahrhundert und die Statuette eines Apostels aus dem ausgehenden 15. Jahrhundert. Der rechte Wandaltar zeigt das Altarblatt Herz Jesu, im Oberbild die Taufe Christi, die Statuen der Heiligen Nikolaus und Wolfgang, im Auszug zwei Engelfiguren und die Statuette eines heiligen Bischofs aus dem 17. Jahrhundert.
Die klassizistische Kanzel aus dem Anfang des 19. Jahrhunderts hat am Korb allegorische Figuren der Drei Göttlichen Tugenden. Die Statuen der Heiligen Florian und Sebastian am Triumphbogen sind aus dem Anfang des 19. Jahrhunderts. Die Statue hl. Johannes Nepomuk am rechten Langhauspfeiler ist aus der Mitte des 18. Jahrhunderts. An der nördlichen Langhauswand ist ein ehemaliges Altarblatt Mariä Geburt von Ioannes J. Terzanus Comenis aus 1647. Es gibt ein Leinwandbild Christus am Ölberg aus dem 3. Viertel des 18. Jahrhunderts. Die Kirchenbankwangen sind aus der 1. Hälfte des 18. Jahrhunderts. Der zwölfeckige, spätgotische Taufstein ist aus dem Ende des 15. Jahrhunderts und hat einen Aufsatz aus dem ausgehenden 18. Jahrhundert. Es gibt einen sechseckigen Opferstein und den Rest eines Steinlavabos, datiert 1563.
Die Emporenbrüstung und das Orgelprospekt sind aus dem Anfang des 19. Jahrhunderts. Es gibt eine Glocke von 1794.
Seitenkapelle
Auf dem Altar von ca. 1800 steht ein spätgotisches Kruzifix aus der Mitte des 15. Jahrhunderts und die klassizistischen Statuen Maria und Johannes. Rechts in einer Nische ist eine Pietà (aus Gussstein) aus dem 1. Viertel des 15. Jahrhunderts und zwei Köpfe von Prozessionsstangen mit den Statuetten der Heiligen Joseph und Rochus aus der 2. Hälfte des 18. Jahrhunderts. Es gibt Leinwandbilder Ecce Homo und die Kreuztragung aus dem 17. Jahrhundert, das Letzte Abendmahl aus dem Ende des 18. Jahrhunderts.
Grabsteine
An der Chornordseite ist ein Grabstein von Caspar Myrer, datiert 1759, und ein Wappengrabstein von Franz Ignaz Marchovitsch, gestorben 1676. An der Chorsüdseite ist ein sechseckiges Wappenepitaph für Herzog Ernst von Eisernen, gestorben 1424 in Bruck, und die Wappengrabsteine von Balthasar Siega, gestorben 1673, und Michael Holzaphl, gestorben 1508. In der Seitenkapelle ist ein Wappengrabstein von Vinzenz Freimut aus dem 16. Jahrhundert.